# 沃伊切赫·菲巴克
沃伊切赫·菲巴克（波蘭語：Wojciech Fibak，1952年8月30日—），生于波兹南，波兰男子网球运动员。他曾在1978年澳大利亚网球公开赛搭档澳大利亚球手金·沃里克获得男子双打冠军。